# William Gao
William Gao (South Crydon, 20 febbraio 2003) è un attore britannico.
È noto per il suo ruolo di Tao Xu nella serie Netflix Heartstopper (2022-in corso), per il quale è stato nominato al Children's and Family Emmy Award come miglior attore non protagonista.

## Primi anni di vita
Gao è nato il 20 febbraio 2003 a South Croydon, area metropolitana di Londra. È figlio di padre inglese e madre cinese, trasferitasi in Inghilterra all'età di vent'anni. Ha frequentato la Trinity School, dove ha completato gli A-Levels in cinese, musica e teatro nel 2022. 
Ha iniziato a studiare pianoforte classico all'età di 11 anni ed è stato membro del Trinity Boys Choir. È entrato a far parte del National Youth Theatre nel maggio 2019.
Gao e la sorella minore Olivia Hardy nel 2019 hanno formato un duo musicale chiamato Wasia Project.

## Filmografia

### Cinema e televisione
- Heartstopper (2022-in corso)
- Sunrise (2024)

### Teatro
- Shakespeare at 400 (2016)
- Sogno di una notte di mezza estate (2016)
- The Trials (I processi) (2022)

## Riconoscimenti
- 2022 - Children's and Family Emmy Awards: nomination come miglior attore non protagonista per Heartstopper[9]